# Gunung Paya Kumba
Gunung Paya Kumba är ett berg i Indonesien.   Det ligger i provinsen Aceh, i den västra delen av landet, 1 700 km nordväst om huvudstaden Jakarta. Toppen på Gunung Paya Kumba är 570 meter över havet.
Terrängen runt Gunung Paya Kumba är lite bergig.  Trakten runt Gunung Paya Kumba är nära nog obefolkad, med mindre än två invånare per kvadratkilometer. I omgivningarna runt Gunung Paya Kumba växer i huvudsak städsegrön lövskog.